# 白云乡 (屏边县)
白云乡，是中华人民共和国云南省红河哈尼族彝族自治州屏边苗族自治县下辖的一个乡镇级行政单位。

## 行政区划
白云乡下辖以下地区：
白云村、太平村、解放村、杉树村、白泥塘村、底土村、里古白村和马马村。